# Tutaibo formosus
Tutaibo formosus är en spindelart som beskrevs av Alfred Frank Millidge 1991. Tutaibo formosus ingår i släktet Tutaibo och familjen täckvävarspindlar.
Artens utbredningsområde är Peru. Inga underarter finns listade i Catalogue of Life.